# CHH Txuri Urdin IHT
El Club Hockey Hielo Txuri Urdin Izotz Hoquei Taldea, més conegut com a CHH Txuri Urdin IHT, és un equip d'hoquei sobre gel basc, establert a la ciutat guipuscoana de Sant Sebastià. Actualment juga en la Superlliga espanyola, màxima categoria d'aquest esport a nivell estatal, tant en categoria masculina com femenina.
Va ser fundat el 1972, competint inicialment com a secció de la Reial Societat, sent un dels clubs pioners d'aquest esport a Espanya, així com el club que més títols de campió té en el seu haver en categoria masculina, amb tretze lligues i deu copes.
El seu pavelló és el Palau del Gel Txuri Urdin, inaugurat el 1972 i amb capacitat per 800 espectadors.
A més de l'equip absolut d'hoquei sobre gel maculí i femení, compta amb equip de veterans i categories inferiors (sub-20, sub-18, sub-16, sub-14, sub-12, sub-10).

## Història
La història del Hockey sobre Gel a Donostia – San Sebastià comença l'any 1971 amb la construcció del Palau de Gel Txuri Urdin. Gràcies a l'empresari i propietari del nou Palau de Gel, Iñaki Zaldua, va començar la captació de jugadors entre els clubs d'hoquei patins de Sant Sebastià, com el Salleko, Reial Sociedad, San Ignacio... al no existir fins llavors afició a l'hoquei gel a la ciutat. Inicialment l'equip va començar a competir sota el paraigua de la Reial Societat de Futbol, com a secció d'aquest club. Un altre problema és la falta d'entrenadors formats en aquest esport, és per això que es contracta un entrenador estranger, el senyor Maure, amb la finalitat d'entrenar el primer equip organitzar les actegories inferior del club. L'1 de juny de 1972 es va inaugurar en Anoeta el Palau del Gel Txuri Urdin jugant un partit contra l'equip francès, Viry.
Aquest mateix any 1972 es va disputar la primera edició de la Lliga Nacional d'Hoquei Gel. La Reial Societat va ser un dels cinc equips fundadors i va obtenir el títol El 1973 va revalidar el títol de lliga, sumant també la Copa del Rei, que va començar a disputar-se aquesta campanya. Un any més tard l'equip donostiarra va afermar la seva hegemonia amb la seva tercera lliga consecutiva.
La temporada 1974/75 es va crear un segon equip, denominat Txuri Urdin, que també va competir en la màxima categoria. La Reial Societat va finalitzar aquest curs amb el seu quart títol de lliga i el Txuri Urdin va finalitzar tercer. La temporada 1975/76 el Txuri Urdin, va assumir el paper de primer equip, de manera que la seva plantilla es va formar amb els millors jugadors de la Reial Societat, que va passar a jugar amb juvenils. Tots dos equips van compartir el mateix entrenador, Jorma Thusber. El Txuri Urdin va aconseguir conquistar la lliga, la quarta consecutiva i primera amb aquesta denominació. La seva filial, la Reial Societat, va finalitzar en cinquena plaça, en la qual va anar l'última temporada del club de futbol vinculat a l'esport de gel.
La temporada 1999/00 el Txuri Urdin va conquistar el doblet, lliga i copa, sent els seus últims títols fins avui. A principis dels anys 2000 el club va sofrir una greu crisi econòmica, que va posar en perill la seva continuïtat.
La temporada 2015/16 ha suposat la volta del Txuri Urdin als bons resultats, aconseguint alçar-se amb la Copa del Rei.
La temporada 2021-22, l'equip femení aconsegueix alçar-se amb el seu primer títol de Lliga de la seva història, així com el primer títol de Copa de la Reina, derrotant al Pavelló de Gel de Jaca al SAD Majadahonda, final que ja s'havia disputat l'any anterior, però en aquella ocasió, primera vegada que les basques arribaven a la final de la Copa de la Reina, el títol va ser pel SAD Majadahonda.
Txuri-urdin (en català Blanquiblau) és el nom de l'himme oficial de la Reial Societat de Sant Sebastià. Va ser creat i escrit en basc el 1970 pel mestre Ricardo Sabadie.

## Palmarès

### Masculí
- 13 Lliga Nacional d'Hoquei Gel: 1972, 1972-73, 1973-74, 1974-75, 1975-76, 1979-80, 1884-85, 1989-90, 1991-92, 1992-93, 1994-95, 1998-99, 1999-00
- 9 Copa del Rei d'Hoquei Gel: 1972-73, 1973-74, 1974-75, 1978-79, 1979-80, 1989-90, 1990-91, 1993-94, 1999-00, 2015-16

### Femení
- 1 Lliga Nacional d'Hoquei Gel: 2021-22
- 1 Copa de la Reina d'Hoquei Gel: 2021-22

## Jugadors destacats
- Iñaki Bolea
- Juan Muñoz Crego